# 1475 Јалта
1475 Јалта је астероид главног астероидног појаса са средњом удаљеношћу од Сунца која износи 2,348 астрономских јединица (АЈ).
Апсолутна магнитуда астероида је 12,8 а геометријски албедо 0,108.